# Innocenzo Maria Lirutti
Innocenzo Maria Lirutti, O.S.B., italijanski rimskokatoliški duhovnik, benediktinec, škof, * 7. oktober 1741, Villafreda, † 11. avgust 1827, Verona.

## Življenjepis
21. decembra 1765 je prejel duhovniško posvečenje.
18. septembra 1807 je postal škof Verone; škofovsko posvečenje je prejel 27. decembra istega leta. To dolžnost je opravljal do svoje smrti.